# Jerzy Binkowski
Jerzy Janusz Binkowski (ur. 12 czerwca 1959 w Zgorzelcu) – polski koszykarz i trener, długoletni reprezentant kraju. Grał na pozycji centra. Uczestnik igrzysk olimpijskich w Moskwie (1980) i pięciokrotnie mistrzostw Europy. 
Wychowanek Takisa Kanculisa. Występował na parkietach w latach 1972–2000. Po zakończeniu kariery zawodniczej został trenerem (początkowo asystent Andreja Urlepa w Śląsku Wrocław, a także w Komforcie Forbo Stargard Szczeciński).
W barwach reprezentacji w ciągu piętnastu lat gry (1977–1991) rozegrał 205 meczów, rzucając 2131 pkt. W lidze rozegrał 603 spotkania, gromadząc na swoim koncie 9434 punkty.  
Jego specjalnością był rzut hakiem. 
Obecnie jest nauczycielem wychowania fizycznego w  Liceum Ogólnokształcącym nr 1 im. Danuty Siedzikówny „Inki” we Wrocławiu.

## Osiągnięcia i wyróżnienia
Na podstawie, o ile nie zaznaczono inaczej.

### Klubowe
- 3-krotny mistrz Polski (1995, 1996, 1998)
- 5-krotny wicemistrz Polski (1987, 1988, 1990, 1992, 1994)
- 2-krotny brązowy medalista mistrzostw Polski (1983, 1993)
- Uczestnik rozgrywek pucharu:
  - Koracia (1994/95 – II runda, 1995/96 – I runda)
  - Saporty (1993/94 – III runda, 1996–1998 – 2 x ćwierćfinał)
- Zdobywca pucharu Polski (1997)
- Finalista pucharu Polski (1992, 1995)
- Awans do I ligi z Turowem Zgorzelec (1978) oraz Gwardią Wrocław (1980)
- Mistrz Polski juniorów:
  - 1978
  - starszych (19??)

### Indywidualne
- 8-krotnie zaliczany do I składu najlepszych zawodników polskiej ligi (1981, 1983–1988, 1994)
- Uczestnik meczu gwiazd:
  - FIBA All-Star Game (1981)
  - PLK (1994)[4]

### Reprezentacja
- Uczestnik:
  - igrzysk olimpijskich w Moskwie (1980 – 7. miejsce)
  - mistrzostw Europy (1981 – 7. miejsce, 1983 – 9. miejsce, 1985 – 11. miejsce, 1987 – 7. miejsce, 1991 – 7. miejsce)
  - kwalifikacji olimpijskich (1980, 1988)
  - trasy reprezentacji Polski po USA (9-20.11.1986)[5]